# Dee Lagoon
Die Dee Lagoon ist ein See im Zentrum des australischen Bundesstaates Tasmanien.
Sie liegt am Südrand des zentralen Hochlands. In ihr entsteht der  Dee River aus seinen beiden Quellflüssen Mentmore Creek, der den westlichen Arm des Sees bildet, und Jacksons Creek, der den östlichen Arm des Sees bildet.